# Schloss Schernegg

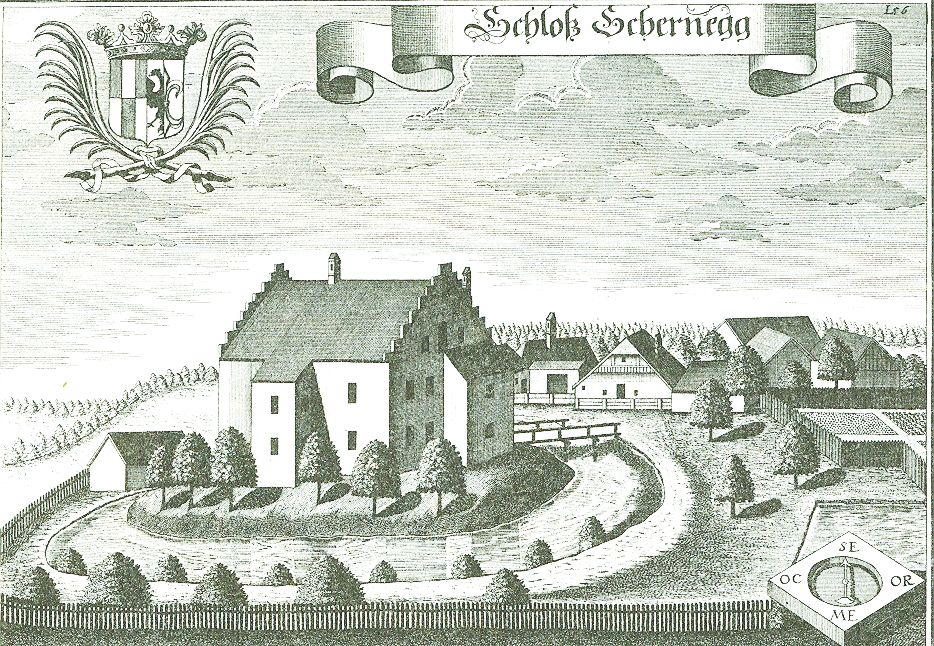
Schloss Schernegg bei Massing nach einem Stich von Michael Wening von 1721

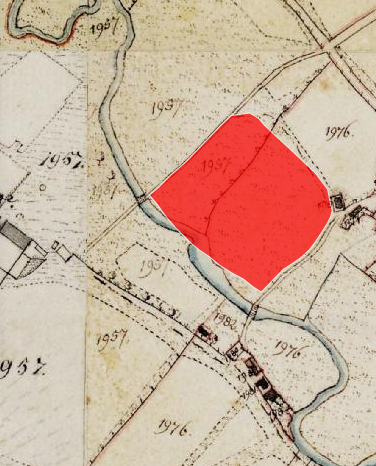
Lageplan von Schloss Schernegg dem Urkataster von Bayern

Das abgegangene Schloss Schernegg lag im gleichnamigen Ortsteil der niederbayerischen Gemeinde Massing im Landkreis Rottal-Inn von Bayern, direkt am Ufer der Bina und unweit von Schloss Wolfsegg. Die Anlage wird als Bodendenkmal unter der Aktennummer D-2-7541-0097 im Bayernatlas als „Wasserburgstall des späten Mittelalters und der frühen Neuzeit ("Schloss Schernegg")“ geführt.

## Geschichte
Schernegg gehörte ursprünglich zur Herrschaft der Grafen von Leonberg bzw. des sich daraus entwickelten Pfleggerichts Gangkofen.
Ein Adelsgeschlecht der Schernegger ist zwar nachgewiesen, es wird aber angezweifelt, ob diese etwas mit dem Sitz und dem Sedel zu Schernegg zu tun haben. Sicher scheint zu sein, dass vor 1416 Schernegg und Schloss Malling dem Conrad Trennbeck gehört haben. 1416 erfolgte auf dem Erbweg der Übergang von Schernegg und Malling an Eberwein Atzinger. 1455 wird unter den Edelleuten im Gericht Eggenfelden ein Eglof Atzinger zu Schernegg erwähnt. Die Atzinger sind von 1470 bis 1756 hier immatrikuliert. Philipp Apian bezeichnet Schernegg 1568 explizit als „arx“, was auf eine burgartige Befestigung hinweist. 1737 erhält Schernegg die Niedergerichtsbarkeit für die zugehörigen Güter und Gründe.
Durch die Heirat der Maria Charlotte, Tochter des Franz Nikolaus Freiherrn von Atzinger, mit Josef Freiherrn Daddaz de Corsigne um 1756 kam Schernegg an diese Familie. Auf dem Kaufweg veräußerte die Familie Daddaz de Corsigne 1789 ihre Besitzungen Atzing, Malling, Schernegg und Gaßlberg an Johann Gabriel von Buchstetten. Dieser war mit Antonia Daddaz de Corsigne verheiratet. Auf dem Tauschweg (vgl. hierzu Burg Falkenfels) gingen dann diese Güter 1796 an Josef Maria Reichsfreiherr von Weichs über. 1814 wurden diese Güter dann an den Grafen Portia veräußert. Das Portianische Patrimonialgericht Malling enthielt die Hofmarken Atzing, Malling und Schernegg.
Schernegg wird 1808/1810 als dem Steuerdistrikt von Massing (Wolfsegg) zugehörig und 1818 als Gemeinde des Landgerichtes Eggenfelden eingestuft. Bis 1848 gehörte Schernegg zum Patrimonialgericht Malling der Grafen Portia; dieses wurde wegen Heimfalls der Ritterlehen am 9. Januar 1844 aufgelöst. 1964 war Schernegg noch eine eigenständige Gemeinde im Landkreis Eggenfelden. 1971 erfolgte die Gemeindezusammenlegung von Schernegg mit Massing.

## Schloss Schernegg einst und jetzt
Nach dem Stich von Michael Wening von 1721 ist Schernegg eine durch einen Wassergraben gesicherte Niederungsburg. Das inselartige Kernwerk lag leicht erhöht. Eine einfache Holzbrücke führte zu dem mit Treppengiebeln versehenen, zweigeschossigen Haus. Der Bau besaß erkerartige Anbauten im Osten und Süden und war mit einem Satteldach gedeckt. Außerhalb der Anlage sind bäuerliche Wirtschaftsgebäude zu erkennen, vermutlich der Sedelsitz Schernegg.
Zwischen 1740 und 1779 wurde das Schloss abgebrochen, die Schlossinsel verebnet und der Wassergraben vollständig verfüllt. Noch im 19. Jahrhundert hat der Hof- oder Schlossbauer genannte Sedlhof als landwirtschaftliches Anwesen bestanden, das Schloss selbst ist im Urkataster von 1820 nicht mehr kenntlich. Hingegen sind die Baulichkeiten des Sedlhofes und auch die bei Wening verzeichneten Zäune und Flurbegrenzungen im Urkataster eindeutig abzulesen. Mittels Lidar-Prospektion wurde auf dem Flurstück eine schwache rundovale Erhebung von ca. 60 × 75 m Durchmesser gefunden, bei der es sich um die verebnete Burginsel handeln dürfte.